# رویارویی با جاینتز
رویارویی با جاینتز (به انگلیسی: Facing the Giants) یک فیلم مسیحی درام و ورزشی آمریکایی به کارگردانی و بازی الکس کندریک که در سال ۲۰۰۶ منتشر شد. بازیگران مکمل از داوطلبان کلیسای باپتیست شروود تشکیل شده بودند و این دومین فیلمی است که شروود پیکچرز ساخته است. این فیلم که در آلبانی، جورجیا فیلمبرداری شده است، داستانی در مورد فوتبال آمریکایی از دیدگاه جهان بینی مسیحی را روایت می‌کند. این فیلم با بودجه ۱۰۰٫۰۰۰ دلاری ۱۰٫۲ میلیون دلار فروش داشت.

## داستان
در سال ۲۰۰۳، گرانت تیلور (الکس کندریک) سرمربی تیم فوتبال شیلو کریستین آکادمی ایگلز است که هنوز نتوانسته است به پلی آف ایالتی راه پیدا کند یا حتی رکوردی برنده را در دوره شش ساله خود ثبت کند. پس از شروع فصل هفتم او با یک شکست سه بازی، یک بازیکن کلیدی به مدرسه دیگری می‌رود و پدران بازیکنان باقی مانده شروع به تحریک برای اخراج او می‌کنند. این تنها مشکلی نیست که گرانت با آن مواجه است. سقف خانه‌اش چکه می‌کند، وسایلش خراب می‌شود و ماشینش مایه شرمساری غیرقابل اعتماد است. سپس، او به طرز کوبنده‌ای متوجه می‌شود که او دلیلی است که همسرش، بروک، نمی‌تواند باردار شود و …

## ساخت
فیلمبرداری اصلی در ۲۷ آوریل ۲۰۰۴ آغاز شد.

## بازخوردها
این فیلم بیشتر نقدهای منفی را از سوی منتقدان اصلی دریافت کرد.
- در راتن تومیتوز از منتقدان بر اساس ۲۵ نقد، با میانگین امتیاز ۴٫۳ از ۱۰، به فیلم نقد مثبت داده‌اند.[۲]
- در متاکریتیک، فیلم بر اساس نقدهای ۴ منتقد، میانگین وزنی ۳۸ از ۱۰۰ را کسب کرده است که نشان دهنده «نقدهای عموماً نامطلوب» است.[۳]